# Eparchia winnicka (Patriarchat Moskiewski)
Eparchia winnicka – jedna z eparchii Ukraińskiego Kościoła Prawosławnego Patriarchatu Moskiewskiego. Jej ordynariuszem jest metropolita winnicki i barski Warsonofiusz (Stolar).

Eparchia winnicka na tle podziału administracyjnego UKP PM

Eparchia została założona 7 września 1933 jako winnicka i bracławska, od 1943 – bracławska i kamieniecko-podolska, po 1945 ponownie winnicka i bracławska. 4 listopada 1994 z eparchii została wydzielona samodzielna eparchia tulczyńska, pozostała część przyjęła nazwę eparchii winnickiej. Według danych z 2003 eparchia dzieliła się na 11 dekanatów, na terenie których działało 398 parafii (265 w końcu lat 80. XX w.) obsługiwanych przez 239 kapłanów.
W 2013 część eparchii weszła w skład nowej administratury – eparchii mohylowsko-podolskiej.
Na terenie eparchii działają trzy monastery:
- monaster św. Jana Teologa w Łemeszowce, męski
- monaster Trójcy Świętej w Brajłowie, żeński
- monaster Barskiej Ikony Matki Bożej w Barze, żeński[6]

Od czasu utworzenia eparchii mohylowsko-podolskiej, w skład eparchii winnickiej wchodzi 9 dekanatów:
- barski
- chmielnicki
- kalinowski
- koziatyński
- lityński
- winnicki miejski I
- winnicki miejski II
- winnicki rejonowy
- żmeryński